# Zootropolis
Zootropolis (kendt som Zootopia i USA) er en amerikansk computeranimeret film fra 2016, som er produceret af Walt Disney Animation Studios og udgivet af Walt Disney Pictures. Filmen er den 54. film fra Disneys klassikere.
Zootropolis blev meget anmelderrost for dens grafiske design, sofistikerede manuskript, som er en blanding af humor og drama, men som også gør op med emner som fordomsfuldhed og stereotyper.

## Handling
I en verden domineret af antropomorfe dyr flytter den 24-årige kanin Judy Hopps til storbyen Zootropolis for at forfølge sin drøm om at blive politibetjent efter at have klaret sig gennem politiskolen. Som byens første kaninbetjent er Judy ivrig efter at gøre en forskel, men hun opdager snart, at politimesteren ikke tager hende seriøst og giver hende tjansen som parkeringsvagt.
Judy har dog ikke givet sin drøm op og beslutter sig at finde den forsvundne Emmit Otterton, og efter en konflikt med politimesteren går han med til at give hende en chance for til at vise sit værd, men med den betingelse, at hvis hun ikke har løst sagen indenfor 48 timer, så skal hun selv sige op. For at løse mysteriet må hun slå sig sammen med Nick Wilde, en snug svindler af en ræv, og sammen opdager de et komplot, som vil forandre byen for altid.

## Medvirkende
| Rolle                     | Original stemme  | Dansk stemme                 |
| ------------------------- | ---------------- | ---------------------------- |
| Judy Hopps                | Ginnifer Goodwin | Özlem Saglanmak              |
| Unge Judy                 | Della Saba       | Vega Nana Mehrens            |
| Nicholas P. "Nick" Wilde  | Jason Bateman    | Jens Jacob Tychsen           |
| Unge Nick                 | Kath Soucie      | Frederik Riebeling Jørgensen |
| Politimester Bogo         | Idris Elba       | Rasmus Hammerich             |
| Borgmester Lionheart      | J.K. Simmons     | Peter Milling                |
| Viceborgmester Bellwether | Jenny Slate      | Iben Hjejle                  |
| Benjamin Clawhauser       | Nate Torrence    | Jonas Schmidt                |
| Mr. Big                   | Maurice LaMarche | Amin Jensen                  |
| Gazelle                   | Shakira          | Szhirley                     |
| Fru Otterton              | Octavia Spencer  | Anne Oppenhagen Pagh         |
| Bonnie Hopps              | Bonnie Hunt      | Rikke Bendsen                |
| Stu Hopps                 | Don Lake         | Teis Bayer                   |
| Yax                       | Tommy Chong      | Peter Gantzler               |
| Gideon Grey               | Phil Johnston    | Bubber                       |
| Duke Weezelton            | Alan Tudyk       | Peter Vinding                |
| Flash                     | Raymond S. Persi | Thomas Magnussen             |
| Politiskoleinstruktør     | Fuschia!         | Søs Egelind                  |
| Jerry Jumbeaux Jr.        | John DiMaggio    | Claus Bue                    |
| Dr. Madge Honey Badger    | Katie Lowes      | Puk Scharbau                 |
| Nangi                     | Gita Reddy       | Søs Egelind                  |
| Manchas                   | Jesse Corti      | Kasper Leisner               |
| Finnick                   | Tom Lister, Jr.  | Al Agami                     |
| Hektisk gris              | Josh Dallas      | Jan Tellefsen                |
| Fru Fru                   | Leah Latham      | Karoline Munksnæs            |
| Doug                      | Rich Moore       | Jacob Lohmann                |
| Peter Moosebridge         | Peter Mansbridge | Benjamin Kitter              |
| Bucky Oryx-Antlerson      | Byron Howard     | Benjamin Kitter              |
| Pronk Oryx-Antlerson      | Jared Bush       | Bjarne Antonisen             |
| Betjent McHorn            | Mark Smith       | Mads M. Nielsen              |
| Bella Bæltedyr (Udlejer)  | Josie Trinidad   | Vibeke Dueholm               |
| Musearbejder              | John Lavelle     | Benjamin Kitter              |
| Priscilla                 | Kristen Bell     | Mia Lyhne                    |